# Poppendorf, Feldbach
Poppendorf là một đô thị thuộc huyện Feldbach trong bang Steiermark, nước Áo. Đô thị Poppendorf, Feldbach có diện tích 11,22 km², dân số cuối năm 2005 là 324 người.